# 普天堡戰鬥勝利紀念塔
普天堡戰鬥勝利紀念塔是位於朝鮮民主主義人民共和國兩江道道府惠山市的一座紀念塔，於1967年修建，為了記念在1937年6月4日发生的普天堡战役。該紀念塔高度是38.7米；長度是30.3米。紀念塔由白色花崗岩底座與塑造紅旗迎風飄揚的紅色花崗岩塔身構成，塔身正面有樹立金日成銅像，周圍亦有描繪戰鬥關聯人物的60座浮雕。
北韓政府將普天堡戰鬥勝利紀念塔稱爲北韓第一個傳統革命紀念碑，並認爲紀念塔有展現朝鮮日據時期的群衆鬥爭氣勢與武裝鬥爭的發揚壯大歷程。